# Corcoran (Kalifornia)
Corcoran – miasto (city) w hrabstwie Kings, w środkowej części stanu Kalifornia, w Stanach Zjednoczonych, położone w dolinie San Joaquin. W 2013 roku miasto liczyło 23 320 mieszkańców.
Miasto założone zostało w 1914 roku. Zlokalizowane są tutaj dwa więzienia stanowe – California State Prison, Corcoran (Corcoran I) oraz California Substance Abuse Treatment Facility and State Prison, Corcoran (Corcoran II).